# Can't Stay Away
Albums de Too $hort
Gettin' It (Album Number Ten)
(1996) You Nasty
(2000)
Singles
1. More Freaky Tales
Sortie : 1999

Can't Stay Away est le huitième album studio de Too $hort, sorti le 13 juillet 1999.
L'album s'est classé 1er au Top R&B/Hip-Hop Albums et 5e au Billboard 200 et a été certifié disque d'or par la Recording Industry Association of America (RIAA) le 13 août 1999.

## Liste des titres
| No  | Titre                                                                    | Contient un (des) sample(s) de                       | Durée |
| --- | ------------------------------------------------------------------------ | ---------------------------------------------------- | ----- |
| 1.  | Can't Stay Away                                                          |                                                      | 4:28  |
| 2.  | Ain't No Bitches                                                         | Ain't No Woman (Like the One I've Got) des Four Tops | 4:10  |
| 3.  | Don't Stop Rappin' (featuring 8Ball & MJG)                               |                                                      | 4:45  |
| 4.  | Here We Go (featuring Jay-Z et Jermaine Dupri)                           | The Emperor de Donald Byrd                           | 4:42  |
| 5.  | More Freaky Tales                                                        |                                                      | 5:08  |
| 6.  | You Might Get G'eed (featuring E-40, Daz Dillinger et Soopafly)          |                                                      | 5:22  |
| 7.  | Good Life (featuring Jazze Pha)                                          |                                                      | 3:55  |
| 8.  | Longevity (featuring Scarface, K.B. et Otis & Shug)                      |                                                      | 4:00  |
| 9.  | How Does It Feel (featuring D'wayne Wiggins)                             |                                                      |       |
| 10. | What Happened to the Groupies (featuring B-Legit)                        |                                                      | 5:35  |
| 11. | Invasion of the Flat Booty Bitches                                       | Do the Do de Kurtis Blow                             | 4:26  |
| 12. | Can't Stay Away (Outro)                                                  | Can't Stay Away de Bootsy Collins                    | 1:32  |
| 13. | It's About That Money (featuring Puff Daddy)                             |                                                      | 4:45  |
| 14. | Nation Riders (featuring Slink Capone, Murda One, G-Side et Playa Playa) |                                                      | 4:44  |
| 15. | G-2000 (featuring Badwayz, Zu, Al Block et Hellkilla)                    |                                                      | 4:34  |
| 16. | Don't Trust Her (featuring Badwayz)                                      |                                                      | 4:36  |
| 17. | In the Studio (featuring Quint Black)                                    |                                                      | 2:54  |